# Panthers de la Caroline
Stade
Maillots
Les Panthers de la Caroline (Carolina Panthers en anglais) sont une équipe professionnelle de football américain basée à Charlotte en Caroline du Nord bien que représentant la Caroline du Nord et la Caroline du Sud en National Football League (NFL).
La franchise est actuellement membre de la division Sud de la National Football Conference (NFC) de la National Football League (NFL). Les Panthers ont rejoint la NFL en même temps que les Jaguars de Jacksonville en 1995.
Les Panthers ont disputé un Super Bowl le 1er février 2004 à Houston (Texas), mais ils se sont inclinés face aux Patriots de la Nouvelle-Angleterre, qui ont alors remporté le deuxième de leurs trois titres en quatre ans.
Les Panthers de la Caroline disputent la finale de la saison 2015 de la NFL, soit le Super Bowl 50, le 7 février 2016 au Levi's Stadium de Santa Clara face aux Broncos de Denver.

## Palmarès
- Champion de Conférence NFC (2) : 2003 et 2015
- Champion de Division (6) : NFC Ouest 1996 ; NFC Sud 2003, 2008, 2013, 2014[4] et 2015

## Histoire

### La création: 1987-1994
En 1987, peu après l'annonce que Charlotte allait accueillir une équipe d'expansion de NBA (les Hornets de Charlotte), l'ancien joueur des Colts de Baltimore Jerry Richardson a rencontré un groupe d'investisseurs potentiels pour évoquer la possibilité d'amener une équipe d'expansion de NFL dans la région des Carolines. Richardson choisit alors un emplacement à Charlotte pour y construire un stade de plus de 70 000 places. L'annonce de Richardson créé un buzz dans la région, et les politiciens, hommes d'affaires et particuliers se rassemblent alors pour montrer à la NFL qu'il y a le potentiel pour supporter une équipe dans cette zone. Les sénateurs Jesse Helms de Caroline du Nord et Ernest Hollings de Caroline du Sud mettent leurs différends politiques de côté pour faire pression ensemble sur les propriétaires de la NFL. Dans le même temps, les gouverneurs James G. Martin de Caroline de Nord et Caroll A. Campbell Jr. de Caroline du Sud créent un comité de citoyens des deux Carolines pour supporter le projet. Des matchs de pré-saison ont même lieu dans la région en 1989, 1990 et 1991, tous joués à guichet fermé.
En 1992, la NFL révèle une liste de cinq régions souhaitant accueillir une équipe potentielle : Baltimore, Maryland ; Saint-Louis, Missouri ; Memphis, Tennessee ; Jacksonville, Floride ; et les Carolines représentées par Charlotte. Après une dispute entre les joueurs et la ligue causant le report du vote, la course commence en 1993. Pour appuyer la candidature des Carolines, Richardson a annoncé qu'il financerait le stade par la vente de places. Dans un élan d'enthousiasme de la part des fans, toutes les places proposées ont été vendues en moins d'une journée.
Bien que la possibilité d'installer une équipe ne soit plus en question, la ligue devait encore décider où celle-ci irait. Le 26 octobre 1993, la ligue a annoncé que les propriétaires avaient unanimement voté pour que Charlotte reçoive la 29e franchise, la première équipe d'expansion depuis 1976 (Jacksonville reçut la 30e équipe un mois plus tard).
Même si Saint-Louis et Baltimore n'ont pas reçu d'équipe d'expansion, ils réussirent à en acquérir autrement : les Rams de Los Angeles ont déménagé à Saint-Louis en 1995 pour devenir les Rams de Saint-Louis. Et en résultat de la relocalisation controversée des Browns de Cleveland en 1996, les Ravens de Baltimore ont été créés par la ligue comme étant techniquement une équipe d'expansion. Memphis reçut temporairement une équipe quand les Oilers de Houston sont partis pour le Tennessee en 1997, jouant les saisons 1997 et 1998 au Liberty Bowl Memorial Stadium le temps que le LP Field de Nashville soit construit.

### L'ère Capers, les débuts: 1995-1998
Les Panthers ont engagé Dom Capers, ancien coordinateur défensif des Steelers de Pittsburgh, pour être leur premier entraîneur-chef. Durant le draft d'expansion de 1995, le wide receiver Rod Smith devient le premier joueur sélectionné par les Panthers. Greg Kragen, Jack Trudeau et Mark Carrier sont également choisis, entre autres. Bill Goldberg est aussi engagé, venant des Falcons d'Atlanta, mais a été le premier joueur de l'histoire des Panthers à être libéré. Goldberg a atteint plus tard la gloire en tant que catcheur professionnel à la WCW et WWF. Durant le draft de 1995, les Panthers font leur première acquisition significative (en termes de contribution à long terme) en sélectionnant le quarterback de Penn State Kerry Collins. Entrant en NFL en 1995, les Panthers et Jaguars ont pu construire leurs équipes respectives avec un luxe qui n'existait pas pour les précédentes équipes d'expansion, les Buccaneers de Tampa Bay et les Seahawks de Seattle : la free agency. Les Panthers l'utilisent bien en signant le wide receiver Don Beebe, le linebacker Sam Mills et le punter John Kasay, qui sera le dernier Panthers original encore présente en 2010.
Les Panthers deviennent la deuxième équipe d'expansion de l'histoire à gagner leur premier match (après les Vikings du Minnesota en 1961), remportant le Hall Of Fame Game contre l'autre équipe d'expansion, les Jaguars, sur le score de 20-14, le 29 juillet 1995. Les matches à domicile cette saison ont été joués à l'université de Clemson étant donné que le stade était toujours en construction. Cela a fait des Panthers la seule équipe sportive d'une des ligues du Big Four (NFL, NHL, NBA et MLB) à avoir été basée en Caroline du Sud, même si ce ne fut que pour un an. Le premier match de saison régulière des Panthers est contre les Falcons, au Georgia Dome. Les Panthers marquent sur leurs trois premières possessions pour prendre un avantage à 13-0 mais les Falcons sont revenus dans le match pour le remporter 23-20. Le premier match à domicile de la franchise a été une défaite face aux Rams de Saint-Louis 31-10. Ils remportent leur premier match face aux Jets de New York, 26-15, le 15 octobre 1995, après que Sam Mills a retourné une interception de 36 yards pour un touchdown. Plus tard la même année, les Panthers ont surpris tout le monde non seulement en gagnant quatre matches consécutifs (un record pour une équipe d'expansion), mais aussi en battant les champions en titre, les 49ers de San Francisco, 13-7. Les Panthers finissent leur première saison avec sept victoires pour neuf défaites, doublant le précédent record de victoires pour une équipe d'expansion (et surpassant de loin les 14 défaites sans aucune victoire des Buccaneers lors de leur première saison).
Pour le draft de 1996, les Panthers utilisent leur premier tour pour sélectionner le running back Tim Biakabutuka, et leur deuxième tour pour le wide receiver Muhsin Muhammad. Durant l'inter-saison, ils signent aussi le quaterback Steve Bauerlein, le tight end Wesley Walls, et le linebacker Kevin Greene. Cette saison 1996 est encore meilleure que la première, et les Panthers parviennent à gagner sept matches d'affilée à la fin de la saison, remportant leur premier titre de champion de la Division NFC Ouest. Ils battent ensuite les Cowboys de Dallas 26-17 durant les play-offs avant de perdre 30-10 contre les Packers de Green Bay (futurs gagnants du Super Bowl XXXI cette année-là) en Finale de Conférence. Les Jaguars, eux, perdent la Finale de Conférence AFC contre les Patriots, 20-6. Les fans des Panthers ont néanmoins été heureux de l'amélioration de l'équipe, et l'équipe a été représentée au Pro Bowl par huit joueurs cette année-là, Collins, Kasay, Greene, Mills, Walls, Michael Bates, Eric Davis et Lamar Lathon.
Les Panthers espéraient retourner en Finale de Conférence NFC en 1997, mais un début de saison à 2-4 les a vite ramené rapidement sur terre. Les Panthers deviennent en plus connus autant pour leurs prestations sur le terrain que pour leurs problèmes à l'extérieur. Le wide receiver Rae Carruth, sélectionné au premier tour du draft 1997, est arrêté en 1999 pour tentative d'assassinat sur sa petite amie enceinte. Il est actuellement toujours en prison à Raleigh. Le quarterback vedette Kerry Collins, connu pour être alcoolique, est aussi accusé de racisme envers ses coéquipiers (notamment Muhsin Muhammad). Collins est finalement libéré par l'équipe après la saison 1998. Autre affaire, le running back Fred Lane est tué par sa femme pendant une dispute conjugale en 2000, après avoir été libéré par les Panthers et avoir signé chez les Colts d'Indianapolis.

### L'ère Seifert, l'échec: 1999-2001
Dom Capers ayant été licencié à la suite de la saison 1998 (record de 4-12), les Panthers engagent George Seifert à sa place. Seifert avait gagné deux Super Bowls en tant qu'entraîneur-chef des 49ers de San Francisco et avait la réputation de pouvoir mener n'importe quelle équipe à la victoire. Pour sa première saison, en 1999, les Panthers finissent à 8-8 et ratent de peu les wildcards. Sa deuxième saison, en 2000 voit les Panthers finir à 7-9.
La troisième et dernière saison de Seifert, la saison 2001, est un désastre. L'équipe libère le quarterback Steve Bauerlein dans l'inter-saison et confie les rênes à Jeff Lewis, un quarterback prometteur mais qui n'avait pas fait ses preuves, obtenu des Broncos de Denver. Lewis est finalement lui aussi libéré après plusieurs piètres performances en pré-saison, ce qui ne laissa pas d'autre choix aux Panthers que d'utiliser le rookie quarterback Chris Weinke. Weinke avait gagné le trophée Heisman lors de la saison universitaire 2000, menant Florida State à un titre universitaire, mais a été incapable de rééditer ce succès en NFL. Les Panthers remportent cette saison-là leur premier match face aux Vikings, durant lequel le rookie wide receiver Steve Smith retourne le kickoff d'ouverture pour un touchdown. Mais cela a été leur seule victoire de la saison 2001.
Seifert est renvoyé dès la saison terminée. Bien que sa troisième saison est la pire de l'histoire de la franchise, Seifert a réalisé d'excellents choix lors du draft 2001, sélectionnant Dan Morgan, Kris Jenkins et Steve Smith, qui ont obtenu de nombreuses récompenses et ont joué lors de plusieurs Pro Bowls chez les Panthers.

### L'ère Fox, entre réussites et insuccès: 2002-2011

#### 2002
John Fox est désigné entraîneur-chef pour la saison 2002. Il souhaite renforcer l'équipe grâce au draft 2002, et cela commence avec le deuxième choix du premier tour, Julius Peppers. Peppers était un defensive end prédominant à l'Université de Caroline du Nord et collait parfaitement avec les schémas défensifs de Fox. Les Panthers choisissent aussi le linebacker Will Witherspoon et le running back DeShaun Foster. Peppers s'est combiné avec le defensive end Mike Rucker et les defensive tackles Brentson Buckner et Kris Jenkins, pour former ce que les experts appelèrent la « meilleure ligne défensive de la ligue ». Pendant ce temps, Mike Minter mène les defensive backs et Will Witherspoon et Mark Fields mènent les linebackers. La philosophie défensive de Fox fonctionne bien et les Panthers parviennent à finir la saison à 7-9 et à avoir la deuxième meilleure défense de la ligue, mais avec la pire attaque à la course avec une moyenne de 3,69 yards par course.

#### 2003: les Cardiac Cats
La saison 2003 commence par la sélection de plusieurs jeunes joueurs au draft, dont le cornerback Ricky Manning Jr. et l'offensive tackle Jordan Gross. De plus, le quarterback Jake Delhomme, le running back Stephen Davis et le receveur Ricky Proehl signent à l'inter-saison, afin de compléter l'excellente défense en place avec une attaque solide. L'équipe est aussi victime de pépins de santé durant l'inter-saison : il est révélé que l'ancien linebacker et désormais entraîneur Sam Mills a un cancer des intestins. De plus, on diagnostique chez le linebacker Mark Fields la maladie de Hodgkin. La saison semble mal démarrée pour les Panthers, qui sont hués au début de la mi-temps de leur premier match. John Fox décide alors de sortir Rodney Peete en faveur du remplaçant Jake Delhomme, l'équipe étant déjà menée 17 à 3. Delhomme parvient à remonter et, à 16 secondes de la fin du match sur un 4e down, il lance pour Ricky Proehl une passe de 12 yards pour le touchdown de la victoire. La semaine suivante, la Caroline bat les champions en titre, les Buccaneers : après un touchdown à la passe à la dernière seconde, les Buccaneers parviennent à égaliser à 9-9, et obtiendraient la victoire grâce à l'extra point. Mais les Panthers bloquent le field goal pour forcer la prolongation, qu'ils gagnent 12-9. Ils gagnent finalement leurs cinq premiers matches et terminent la saison à 11-5, décrochant leur deuxième titre de champion de Division, et leur premier de NFC Sud.
Pendant les playoffs, ils battent facilement les Cowboys 29-10 dans un match de wildcard à domicile, avant d'affronter les Rams de Saint-Louis au Edward Jones Dome. L'équipe obtient une avance de 11 points à 3 minutes de la fin, mais un touchdown de Marshall Faulk, une conversion à deux points et un onside kick qui mène à un field goal leur permet d'égaliser et d'aller en prolongation. John Kasay et Jeff Wilkins manquent tous deux un potentiel field goal de la victoire lors de la première mi-temps de la prolongation, mais Jake Delhomme réussit à trouver Steve Smith sur une passe de 69 yards pour un touchdown à la première action de la deuxième période de la prolongation pour gagner le match 29-23, menant les Panthers pour leur deuxième Finale de Conférence NFC face aux Eagles de Philadelphie. Les Eagles, menés par Donovan McNabb, jouent alors leur troisième Finale de Conférence NFC de suite, mais perdent face aux Panthers qui, avec une victoire 14-3, partent jouer leur premier Super Bowl face aux Patriots de la Nouvelle-Angleterre.
Au Super Bowl XXXVIII, aucune équipe n'est en mesure de marquer dans le premier quart-temps, et il faut attendre la fin de la première mi-temps pour que des points soient marqués. Toutefois, 24 points sont inscrits dans les 5 dernières minutes de la première mi-temps, et le score à la moitié du match était de 14-10 pour la Nouvelle-Angleterre. Le troisième quart-temps est lui aussi vide de score, mais ensuite les équipes se passent le relais de nombreuses fois dans le quatrième quart-temps avec le plus de points de l'histoire du Super Bowl, dont un record quand Jake Delhomme complète une passe à Muhsin Muhammad pour un touchdown de 85 yards au début du quatrième quart. Cela amène le score à 22-21 pour les Panthers, ce qui a longtemps été la plus longue action de l'histoire du Super Bowl (avant le retour de kickoff de 108 yards de Jacoby Jones lors du Super Bowl XLVII). Après que les Patriots ont répondu avec un touchdown et une conversion à deux points, mettant le score à 29-22 en leur faveur, la Caroline égalise tout de suite après avec une passe à Ricky Proehl à 1:08 de la fin du match. Cela aurait pu être la première prolongation de l'histoire du Super Bowl, mais le kickoff de John Kasay sort du terrain, donnant la balle aux Patriots sur leur ligne des 40 yards. Adam Vinatieri, qui avait fait gagner le Super Bowl XXXVI deux ans auparavant sur un field goal à la dernière seconde, répète son exploit, réussissant un kick de 41 yards à 4 secondes de la fin, bien qu'il ait déjà raté deux field goals dans ce match. Cela donne aux Patriots leur deuxième Super Bowl en trois ans. Pendant la saison, les Panthers ont remporté 7 matches dans les 2 dernières minutes ou en overtime, d'où leur surnom, les « Cardiac Cats ».

#### 2004
Les experts s'attendent à ce que les Panthers répètent leurs exploits de 2003 durant la saison 2004. En sélectionnant le cornerback Chris Gamble et le receveur Keary Colbert avec leurs deux premiers choix lors du draft de 2004, et n'ayant pas perdu de joueur clé, l'équipe semble prête pour la saison de son dixième anniversaire. De plus, Mark Fields, qui avait manqué la saison passée à cause de sa maladie de Hodgkin, revient sur les terrains. Mais l'équipe est victime de nombreuses blessures très tôt dans la saison, Steve Smith se brisant la jambe dès le premier match de la saison face à Green Bay, Stephen Davis se blessant au genou avant le deuxième match, et Kris Jenkins souffrant de problèmes à l'épaule qui l'ont empêché de jouer toute la saison.
Les Panthers ont au total quatorze joueurs incapables de finir la saison, dont leurs quatre meilleurs running backs. Cela mène à un début de saison à 1-7, et le public commence alors à se demander s'ils n'allaient pas répéter leur saison à 1-15 de 2001. Toutefois, le fullback remplaçant Nick Goings a 5 matches à plus de 100 yards à la course, Keary Colbert joue mieux que la plupart des rookies mis en second receveur, et la défense tient bon malgré les blessures pour permettre à l'équipe de gagner 6 de leurs 8 derniers matches, et les Panthers manquent finalement de peu les playoffs après avoir perdu un match face aux Saints de La Nouvelle-Orléans sur un field goal de 60 yards manqué de peu à la dernière seconde, finissant la saison à 7-9.

#### 2005

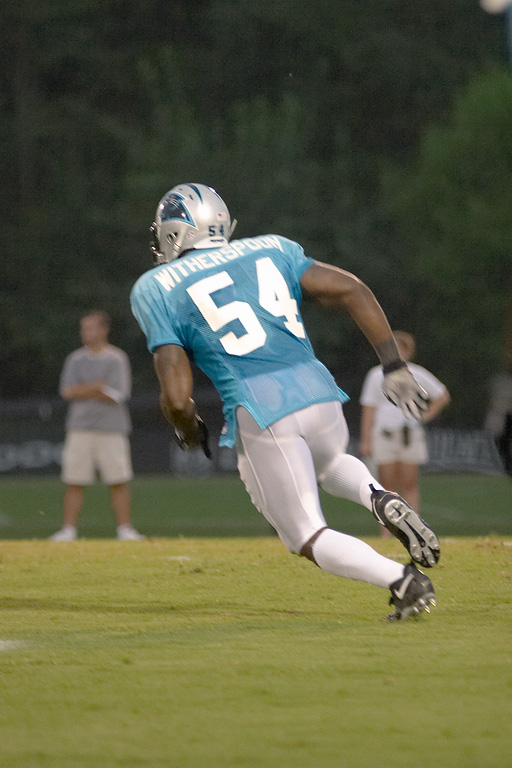
Will Witherspoon à l'entraînement le 11 août 2005

Malgré une défaite à domicile face aux Saints lors du premier match de la saison 2005, les Panthers ont leur revanche face aux vainqueurs des deux derniers Super Bowls, les Patriots, en gagnant 27-17. Malgré une défaite face aux Dolphins de Miami 27-24, les Panthers enchaînent ensuite six victoires consécutives. Tout d'abord, ils gagnent à domicile contre les Packers, 32-29. Puis en déplacement chez les Cardinals de l'Arizona (24-20) et les Lions de Détroit (21-20). Après leur semaine de repos, les Panthers gagnent un match à domicile contre les Vikings, 38-13. Pendant ce match, Steve Smith, déjà reconnu comme un des meilleurs receveurs de la ligue, réceptionne 11 passes pour 201 yards et 1 touchdown, dont une réception de 69 yards. Jake Delhomme a également un des meilleurs matches de sa saison, complétant 21 passes sur 29 pour 341 yards et 3 touchdowns. Une semaine plus tard, ils vont chercher la victoire chez les Buccaneers de Tampa Bay (34-14) puis battent les Jets à domicile, 30-3.
La série se termine après une défaite face aux Bears de Chicago. La meilleure défense de la ligue maintient les Panthers à seulement 3 points, remportant la victoire 13-3. La semaine suivante, les Panthers ont affronté au Ralph Wilson Stadium les Bills de Buffalo. Les Panthers gagnent grâce à un touchdown de 3 yards de Delhomme au tight end Michael Gaines dans le dernier quart-temps. Ils battent ensuite leurs rivaux les Falcons à domicile 24-6, mais perdent la semaine suivante face aux Buccaneers 20-10. Malgré une victoire face aux Saints 27-10, ils perdent un match serré face aux Cowboys 24-20 après une décision de l'arbitre controversée. Les Panthers avaient alors besoin d'une victoire lors de leur dernier match afin d'aller en playoffs. Ils battent les Falcons au Georgia Dome le jour de l'an, 44-10, le plus gros écart de score de l'histoire des Panthers.
Les Panthers commencent les playoffs en affrontant les Giants de New York le 8 janvier 2006 au Giants Stadium. Après un premier quart-temps vierge de score, le trio Jake Delhomme, DeShaun Foster et Steve Smith domine et permet aux Panthers de gagner le match 23-0. Leurs adversaires suivants sont les Bears, qui avaient mis fin à leur série de victoires durant la saison régulière. Les Panthers gagnent la revanche au Soldier Field, par 29 à 21. Ils commencent ce match avec un superbe touchdown de Smith, qui a eu douze réceptions pour 212 yards et deux touchdowns à Chicago. Avec cette victoire, les Panthers disputent leur troisième Finale de Conférence NFC en onze ans. Mais DeShaun Foster, blessé à Chicago à la cheville, est empêché de jouer, tout comme Julius Peppers, atteint à l'épaule. Ils y rencontrent les Seahawks de Seattle, menés par le MVP de la saison Shaun Alexander, mais les blessures et l'enchaînement de matches à l'extérieur les empêchent d'être à 100 % et ils doivent s'incliner 34-14 aux portes du Super Bowl XL.

#### 2006

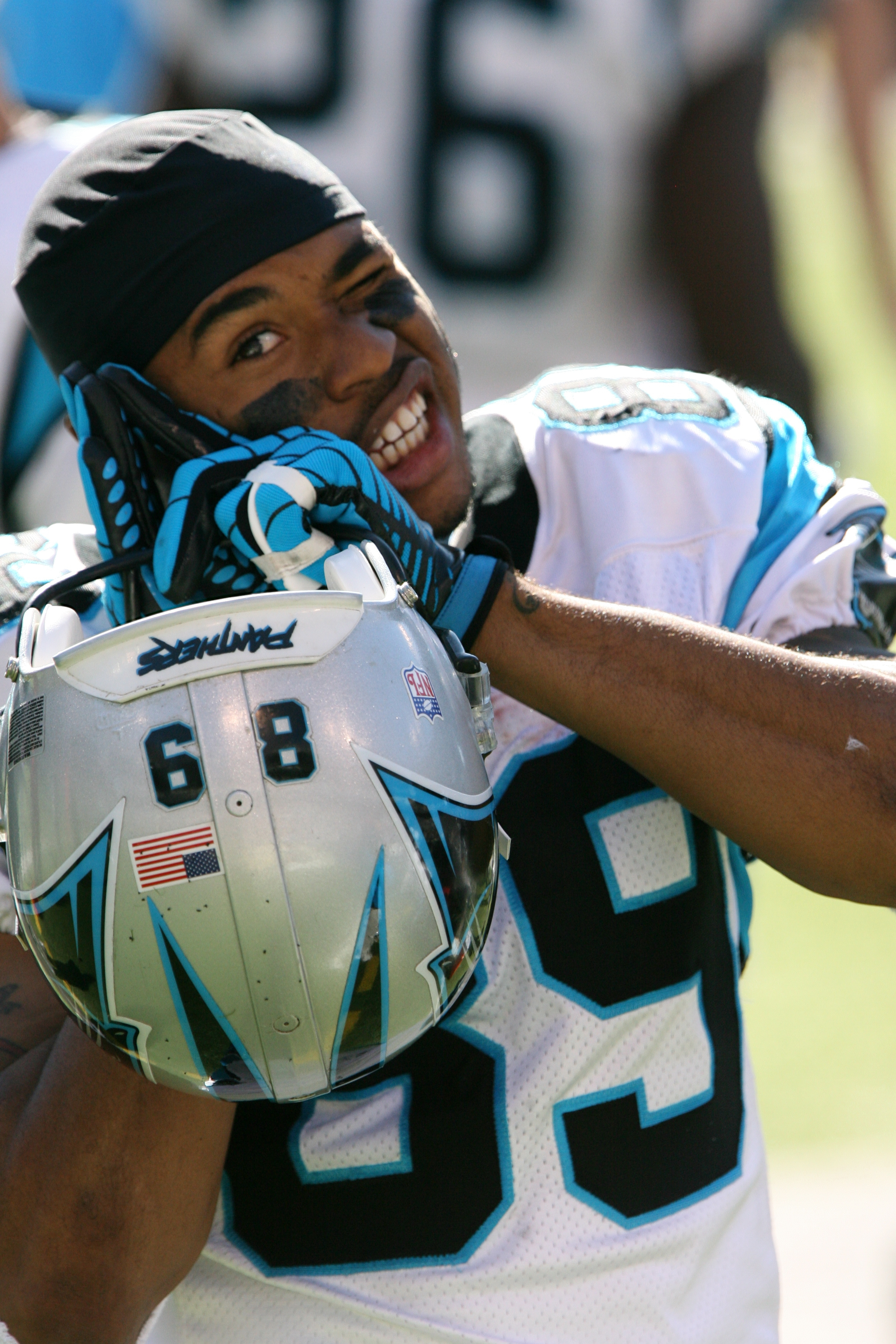
Steve Smith sous le maillot des Panthers (15 octobre 2006)

Ayant été en playoffs la saison précédente et acquis le receveur Keyshawn Johnson à l'inter-saison, toutes les places du Bank of America Stadium ont été vendues en quinze minutes pour le match d'ouverture.
Une blessure de Steve Smith mène néanmoins à deux défaites mais son retour voit l'équipe gagner quatre matches d'affilée. Mais Delhomme se blesse à son tour peu après et est incapable de jouer pendant trois matches. L'équipe termine cette saison par un bilan nul de 8-8 et manque logiquement les playoffs. Après cette saison, le coordinateur offensif Dan Henning est renvoyé et Keyshawn Johnson prend sa retraite et devient analyste pour ESPN après que les Panthers ont drafté le receveur Dwayne Jarrett au draft de 2007 et libéré Johnson.

#### 2007
Les Panthers remportent leur premier match face aux Rams. Cependant, la semaine suivante, ils s'inclinent devant les Texans de Houston par la marque de 34-21, et cela après avoir mené la partie par 14 points. Ils étaient incapables d'arrêter l'attaque par la passe des Texans. La troisième semaine face aux Falcons, Jake Delhomme permet aux Panthers de gagner le match mais se blesse au coude et restera à l'écart du jeu pour le reste de la saison. Après une défaite serrée à Tampa Bay, les Panthers reviennent sur le chemin de la victoire grâce à l'ancien quarterback des Texans, David Carr. Malheureusement pour les Panthers, le populaire Carr subit la première blessure sérieuse de sa carrière, au dos, contre les Saints. À son retour, le jeu de Carr n'est pas convaincant ce qui force les Panthers à le remplacer par Vinny Testaverde, un vétéran de 44 ans, et par la recrue Matt Moore pour finir la saison. Les Panthers finissent la saison avec une fiche de 7-9 et manquent de nouveau les séries éliminatoires.

#### 2008

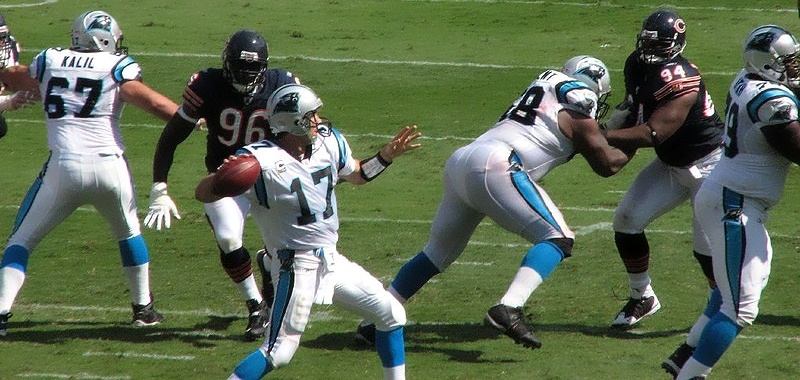
Jake Delhomme sous le maillot des Panthers lors d'un match contre les Bears de Chicago (14 septembre 2008)

Avec l'aide d'une attaque au sol largement améliorée, les Panthers rebondissent en 2008. Ils ne perdent aucun match à domicile, et finissent la saison avec une fiche de 12-4. Après avoir battu les Saints dans le dernier match de la saison régulière 33-31, les Panthers sont couronnés champions de la Division NFC Sud. Le 10 janvier 2009, la saison des Panthers prend fin de façon décevante avec une défaite 33-13 à domicile contre les Cardinals de l'Arizona lors de la première ronde éliminatoire. Durant la partie, Delhomme lance cinq interceptions et perd un fumble.

#### 2009
Les Panthers commencent mal la saison 2009 avec trois défaites consécutives. Ils gagnent toutefois quatre de leurs cinq derniers matches grâce au quart arrière remplaçant Matt Moore, et finissent la saison avec une fiche de 8-8. Le mauvais jeu de Jake Delhomme, qui a lancé 18 interceptions pour seulement 8 touchdowns avant d'être blessé pour la fin de saison, est partiellement responsable de la performance décevante des Panthers cette saison là.
Il y eut tout de même quelques points positifs lors de la saison 2009, avec DeAngelo Williams et Jonathan Stewart, duo de porteurs de ballons surnommé "Double Trouble", qui ont amassé chacun plus de 1 100 yards au sol (une première pour un duo de porteurs de ballon dans l'histoire de la NFL), et le linebacker Jon Beason surpassa le record de tackles de l'équipe avec 169 tackles au total.

#### 2010
La saison 2010 est marquée par de grands changements dans l'effectif. Le départ de Julius Peppers et de Chris Harris chez les Bears et la blessure sérieuse de Thomas Davis avant même le début de la saison qui ampute la défense de 3 de ses joueurs clés. En attaque, la libération de Jake Delhomme et la retraite de Muhsin Muhammad rendent nécessaire une refonte de l'équipe.
Bien qu'ayant assuré que Matt Moore serait le quarterback titulaire pour la saison, les Panthers choisissent les quaterbacks Jimmy Clausen au second tour du draft et Tony Pike au 6e tour. Du côté des receveurs, Brandon LaFell, Armanti Edwards et David Gettis sont draftés afin de trouver un nouveau titulaire à aligner à l'opposé de Steve Smith. Du côté défensif, les deux choix notables sont Greg Hardy (DE) et Eric Norwood (LB).
Pendant la saison, les très nombreuses blessures et l'inconsistance du jeu de certains joueurs amènent encore Fox à changer l'effectif titulaire de nombreuses fois, notamment au poste de quarterback où ni Moore ni Clausen ne brillent, pour un bilan total combiné de 8 touchés et 19 interceptions.
La saison des Panthers est une catastrophe qui se solde par seulement 2 victoires et 14 défaites; une des pires saisons de leur histoire. Logiquement, à la fin de la saison, John Fox, dont le contrat arrivait à terme, est libéré par l'équipe. il deviendra par la ensuite le nouvel entraîneur-chef des Broncos de Denver.

### L'ère Rivera, le phénomène Cam Newton: depuis 2011

#### 2011

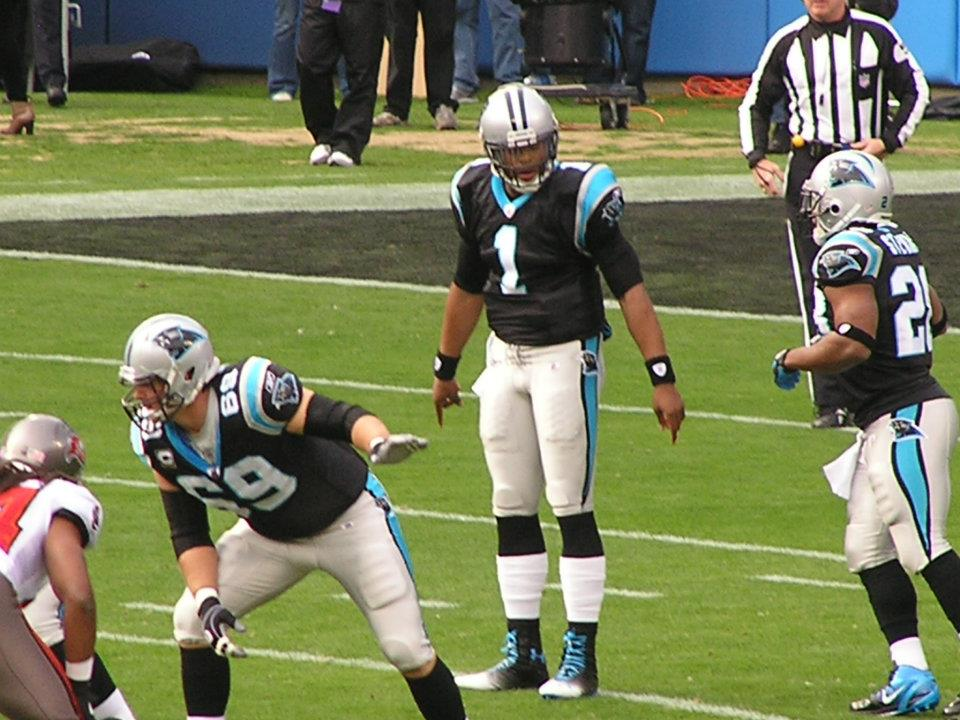
Cam Newton appelant un jeu au cours d'un match contre les Buccaneers.

Le 11 janvier 2011, il est annoncé que Ron Rivera, alors coordinateur défensif des Chargers de San Diego, devient le quatrième entraîneur-chef des Panthers. Il profite du premier choix du Draft 2011 pour sélectionner le quart arrière des Tigers d'Auburn et vainqueur du Trophée Heisman 2010 et de nombreuses autres récompenses universitaires, Cam Newton.
Dès le premier match contre les Cardinals, l'effet Newton se fait sentir quand ce dernier lance pour 422 yards, battant le record du plus grand nombre de yards gagnés par un quart arrière recrue en un match (un record battu l'année suivante par une verge par Andrew Luck). Néanmoins, l'équipe s'incline par la marque de 28 à 21. Malgré des performances impressionnantes de Newton et de toute l'attaque des Panthers, qui parvient en une seule saison à passer de pire attaque de la ligue à 4e meilleure, et qui devient la première équipe avec trois joueurs à plus de 700 yards par la course, les résultats suivent difficilement à cause d'une défense qui se classe dernière dans la NFL. Ainsi, bien que le bilan soit largement meilleur que lors de la saison 2010, la franchise termine avec 6-10 et une 3e place dans sa Division. Cam Newton est néanmoins invité à son premier Pro Bowl (avec Steve Smith et le centre Ryan Kalil) et est désigné recrue offensive de l'année, une prestation de bon augure.

#### 2012
Rivera conserve son poste, et profite du repêchage pour renforcer la défensive des Panthers en vue de la saison 2012. La franchise sélectionne ainsi le linebacker Luke Kuechly au premier tour (9e choix), mais aussi quelques joueurs offensifs comme l'offensive guard Amini Silatolu ou le receveur éloigné Joe Adams. L'équipe en profite aussi pour effectuer son premier changement de logo. Une modification mineure qui a pour effet de rendre la panthère plus agressive.
La saison des Panthers qui s'avérait prometteuse se déroule pourtant mal. Après dix matchs, l'équipe présente une fiche catastrophique de 2-8 et Cam Newton est plus irrégulier que la saison précédente. Néanmoins, une victoire 30 à 22 face aux Eagles de Philadelphie lors de la 12e semaine constitue le point tournant de la saison 2012. L'équipe termine la saison en fanfare en remportant 5 de ses 6 dernières rencontres pour finir avec un bilan de 7-9 et une deuxième place en Division Sud, soit une meilleure position que l'année précédente. Cependant, les séries éliminatoires sont encore ratées. Les bonnes performances de la recrue Luke Kuechly le place au premier rang des défenseurs de la ligue pour le nombre de tackles, avec 164.

#### 2013
Avant la saison 2013, les analystes accordent peu d'espoirs aux Panthers, notamment du fait que la Division Sud semble être promise aux Falcons d'Atlanta ou aux Saints de La Nouvelle-Orléans. Cela semble se confirmer dès le début de saison, où les Panthers enchaînent trois défaites et une seule victoire lors des quatre premiers matchs de la saison, avec notamment une défaite face aux Cardinals de l'Arizona où Newton lance 3 interceptions et subit un fumble. Pourtant, dès la semaine suivante, les Panthers se reprennent face aux Vikings du Minnesota, et enchaînent de manière inattendue huit victoires consécutives pour la première fois de l'histoire de la franchise, dont des victoires prestigieuses face aux Patriots de la Nouvelle-Angleterre ou contre les 49ers de San Francisco. Le secret de cette réussite est notamment dû à un changement de stratégie : si Newton est toujours le cœur offensif de son équipe, il est utilisé avec plus de parcimonie que les deux saisons précédentes de manière à limiter les erreurs. Mais surtout, la franchise s'appuie désormais principalement sur sa défense, menée par Luke Kuechly et Thomas Davis, qui limite tous ses adversaires à 20 points ou moins durant la série de huit victoires consécutives. Si l'équipe subit ensuite une défaite face aux Saints durant la 14e journée, ils finissent la saison avec trois victoires qui leur permettent de terminer avec un bilan positif de 12-4. Ils remportent le titre de Division Sud pour la première fois depuis 2008 et se classent en 2e place dans la Conférence NFC synonyme de qualification surprise au match de Division en séries.
Pour le premier match des séries de la franchise depuis l'arrivée de Newton, les Panthers affrontent les 49ers, qu'ils ont déjà battus par un score étriqué de 10 à 9 plus tôt dans la saison. Néanmoins la rencontre ne se déroule pas de la même manière : une défense poreuse accorde plus de 20 points pour la quatrième fois seulement de la saison, et Newton subit plus de revirements que de touchés inscrits pour la deuxième fois seulement de la saison (2 interceptions comparativement à un seul touché) entraînant la défaite et l'élimination des Panthers par la marque de 23 à 10.

#### 2014
Les Panthers présentent une fiche de 7-8-1 en 2014 et remportent un cinquième titre de division NFC Sud. Le receveur recrue Kelvin Benjamin fait ses débuts avec l'équipe et récolte 73 réceptions, 1 008 yards et 9 touchdowns. Il devient rapidement la cible principale de Cam Newton.
Les Panthers battent les Cardinals lors du premier tour des playoffs (27–16) mais s'inclinent par la marque de 31-17 face aux Seahawks de Seattle au tour suivant.Lors du match, Cam Newton lance 2 touchdowns à Kelvin Benjamin et cumule 246 yards à la passe. Cependant, il lance 2 interceptions au cours de cette rencontre.

#### 2023
Le 26 janvier 2023, Frank Reich, entraîneur principal des Colts d'Indianapolis, est engagé par la franchise au même poste. Reich avait été le premier quarterback titulaire de l'histoire des Panthers en 1995
Avant le début de la draft 2023, les Panthers s'accordent avec les Bears de Chicago pour échanger leurs choix de premier tour et ainsi obtenir le premier choix de la draft. Outre cet échange de rang, l'opération a également couté aux Panthers leurs choix de 2e tour 2023, de premier tour 2024, de deuxième tour 2025, et le wide receiver D. J. Moore. Ils sélectionnent ainsi lors du premier choix de la draft, le quarterback vainqueur du trophrée Heisman Bryce Young d'Alabama.
Le 27 novembre 2023, après un début de saison négatif (une victoire pour dix défaites), Reich est viré. Il est remplacé à titre intérimaire par le coordinateur des équipes spéciales Chris Tabor (en) de la franchise pour le reste de la saison, celle-ci se terminant avec le moins bon bilan de la saison (2-15),.

#### 2024
Le 25 janvier 2024, Dave Canales (en), coordinateur offensif des Buccaneers de Tampa Bay, est engagé par la franchise au poste d'entraîneur principal

## Identité de la franchise

### Couleurs et maillots

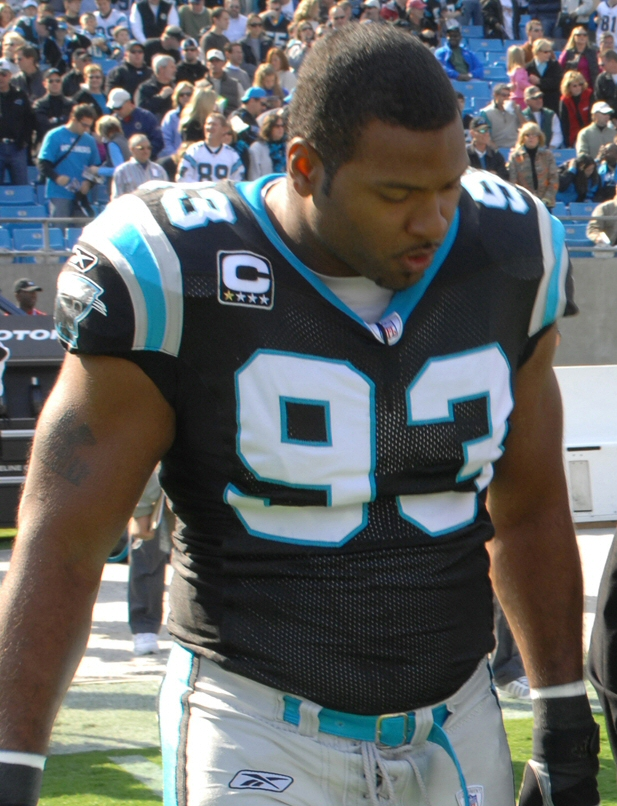
Mike Rucker portant le jersey noir des Panthers (11 novembre 2007)

Les casques sont argentés, et en 2003 ils en changent légèrement la couleur pour qu'elle soit plus métallique. L'équipe porte habituellement un maillot argenté avec le jersey noir et un pantalon blanc avec le jersey blanc. Les jerseys noir et blanc ont tous deux des bandes bleues sur les épaules. L'équipe a inauguré un jersey alternatif en 2002 qui est bleu avec des bandes noires. Ce jersey est porté pour deux matchs par saison depuis 2003.
Comme beaucoup d'équipes installées dans une région chaude, les Panthers portent le plus souvent leur uniforme blanc à domicile la première moitié de saison, forçant leurs adversaires à porter des jerseys sombres sous la chaleur.
L'équipe a été traînée en justice en 2003 par les Raiders d'Oakland, prétextant que les Panthers avaient volé le noir et argent distinctif des Raiders. Les Raiders attaquèrent aussi les Buccaneers à propos de leur logo. Les Raiders voulaient que la cour interdise aux Panthers et Buccaneers de porter leurs uniformes en Californie. Leur demande a été refusée.
Les Panthers ont disputé dix matchs en séries, portant toujours le jersey blanc, sauf récemment. Deux de ces matchs étaient contre les Cowboys de Dallas, qui ont alors été forcés de porter leur uniforme bleu foncé, les Cowboys étant une des trois équipes à toujours porter un uniforme blanc.

### Logo
Le logo des Panthers est une tête de panthère noire avec un contour bleu. La forme de la ligne du cou à la même forme que la frontière entre les deux Carolines (Nord et Sud). L'emblème originel de 1995 subit une légère mise à jour en 2012, qui lui donne un aspect plus agressif ainsi qu'une mise en relief tri-dimensionnelle. En 2014, un logo commémoratif est édité pour la 20e saison de la franchise.

Évolution du logo
1995 à 2011
Depuis 2012.
2014

## Rivalités
L'équipe entretient de nombreuses rivalités, contre les Saints de La Nouvelle-Orléans ou les Cowboys de Dallas, mais les deux principales se font contre deux franchises de la Division Sud : les Falcons d'Atlanta et les Buccaneers de Tampa Bay.

### Falcons d'Atlanta
La rivalité avec les Falcons débute lors de la première saison de la franchise, alors que les deux équipes jouent en NFC Ouest. La Caroline a perdu le premier match de son histoire face à Atlanta 23-20 en prolongation. Entre 1998 et 2002, les Falcons dominent, gagnant 9 rencontres sur 10. Les Panthers sont plus compétitifs ensuite, chaque équipe ayant sept victoires sur l'autre entre 2003 et 2009. Depuis 2010, les Falcons ont remporté six victoires consécutives pour une seule victoire Panthers à la fin de la saison 2012.
Atlanta a actuellement 23 victoires pour 13 défaites face aux Panthers.

### Buccaneers de Tampa Bay
Bien que la Caroline et Tampa Bay se rencontrent dès 1995, leur rivalité ne commence qu'en 2003, quand Brentson Buckner affirme dans la presse que Kris Jenkins est le meilleur defensive tackle en activité, provoquant la colère du defensive tackle des Buccaneers, Warren Sapp.
Depuis, cette rivalité est connue pour ses échanges de phrases assassines et altercations occasionnelles. Notamment en 2006, quand le quarterback de Tampa Bay Chris Simms perd son calme après une collision, ou en 2009 quand le cornerback des Panthers Dante Wesley s'est jeté sur le punt returner Clifton Smith avant même qu'il ait attrapé la balle, résultant en un KO de Smith et un Wesley expulsé. Carolina a actuellement 14 victoires pour 11 défaites face à Tampa Bay.

## Joueurs honorés
| N° | Nom       | Poste      | Date retrait |
| -- | --------- | ---------- | ------------ |
| 51 | Sam Mills | Linebacker | 2005         |

Le Carolina Panthers Hall of Honor a été instauré en 1997 pour honorer les personnes ayant contribué à la bonne renommée des Panthers.
| N° | Nom                                                            | Poste                                                          | Mandat      | Date intronisation |
| -- | -------------------------------------------------------------- | -------------------------------------------------------------- | ----------- | ------------------ |
| —  | Mike McCormack (en)                                            | Président, Directeur général                                   | 1993–1997   | 21 septembre 1997  |
| 51 | Sam Mills                                                      | Linebacker, Entraîneur                                         | 1995–2004   | 27 septembre 1998  |
| —  | Les propriétaires d'une licence de siège individuel (PSL (en)) | Les propriétaires d'une licence de siège individuel (PSL (en)) | depuis 1995 | 13 septembre 2004  |
| 89 | Steve Smith Sr.                                                | Wide receiver, spécialiste des retours                         | 2001–2013   | 6 octobre 2019     |
| 17 | Jake Delhomme                                                  | Quarterback                                                    | 2003-2009   | 6 octobre 2019     |
| 85 | Wesley Walls (en)                                              | Tight end                                                      | 1996–2002   | 6 octobre 2019     |
| 69 | Jordan Gross                                                   | Offensive tackle                                               | 2003–2013   | 6 octobre 2019     |

| N° | Nom              | Poste                           | Mandat         | Date intronisation |
| -- | ---------------- | ------------------------------- | -------------- | ------------------ |
| 92 | Reggie White     | Defensive end, defensive tackle | 2000           | 2006               |
| 91 | Kevin Greene     | Linebacker, defensive end       | 996, 1998–1999 | 2016               |
| -  | Bill Polian (en) | Directeur général               | 1995-1997      | 2015               |

## Encadrement

### Entraîneurs principaux
| Noms                        | Saisons   | Victoires | Défaites | Égalités | % Victoires | Playoffs |
| --------------------------- | --------- | --------- | -------- | -------- | ----------- | -------- |
| Dom Capers                  | 1995-1998 | 30        | 34       | 0        | 46,9        | 1-1      |
| George Seifert              | 1999-2001 | 16        | 32       | 0        | 33,3        | -        |
| John Fox                    | 2002-2010 | 73        | 71       | 0        | 50,7        | 5-3      |
| Ron Rivera                  | 2011-2019 | 79        | 67       | 1        | 54,6        | 3-4      |
| Perry Fewell (en) (intérim) | 2019      | 0         | 4        | 0        | 0           | -        |
| Matt Rhule (en)             | 2020-2022 | 11        | 27       | 0        | 28,9        | -        |
| Steve Wilks (en) (intérim)  | 2022      | 6         | 6        | 0        | 50,0        | -        |
| Frank Reich                 | 2023      | 1         | 10       | 0        | 9,10        | -        |
| Chris Tabor (en) (intérim)  | 2023      | 1         | 7        | 0        | 12,0        | -        |
| Dave Canales (en)           | 2023      | En cours  | En cours | En cours | En cours    | En cours |

### Coordinateurs offensifs
- Joe Pendry (en) (1995–1997)

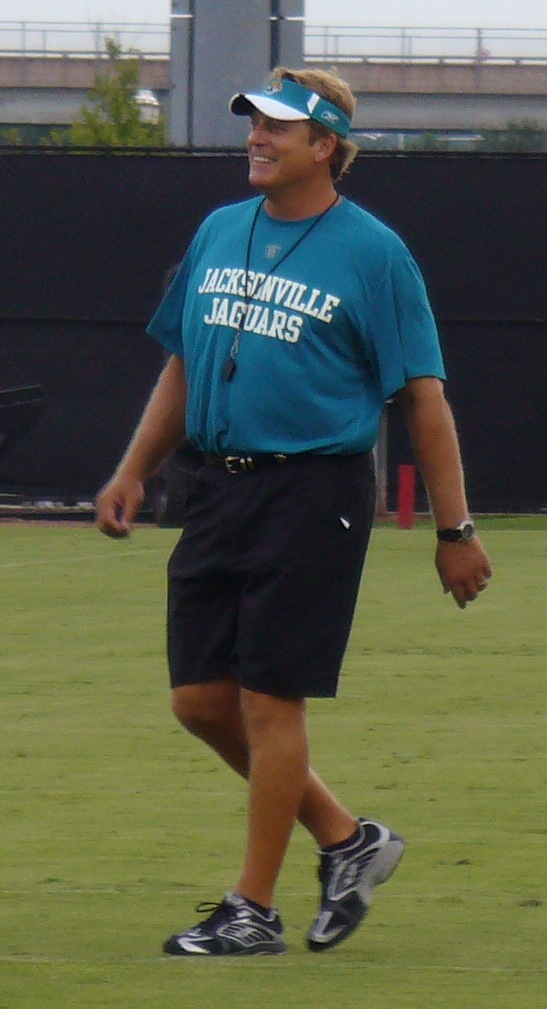
Jack del Rio en 2008 (chez les Jaguars de Jacksonville)

  - Jim McNally (1995–1998) entraîneur de ligne offensive
- Gil Haskell (en) (1998–1999)
- Bill Musgrave (en) (2000)
- Richard Williamson (en) (2001)
- Dan Henning (en) (2002–2006)
- Jeff Davidson (en) (2007–2010)
- Rob Chudzinski (2011-2012)
- Mike Shula (en) (2013-2017)
- Norv Turner (2018-2019)
- Joe Brady (en) (2020-2021)
- Ben McAdoo (2022)
- Thomas Brown (en) (-2023)
- Brad Idzik (en) (depuis 2024)

### Coordinateurs défensifs
- Vic Fangio (en) (1995–1998)
- John Marshall (en) (1999–2001)
- Jack Del Rio (2002)
- Mike Trgovac (en) (2003–2008)
- Ron Meeks (en) (2009–2010)
- Sean McDermott (2011-2016)
- Steve Wilks (en) (2017)
- Eric Washington (en) (2018–2019)
- Phil Snow (en) (2020-2022)
- Al Holcomb (en) (2022)
- Ejiro Evero (en) (depuis 2023)

## Chant de guerre
Durant la première année des Panthers en 1995, les fans chantent le chant de guerre officiel des Panthers "Stand and Cheer" (composée par Duane Evans) chaque fois que l'équipe marque. Comme la première saison était jouée à l'Université de Clemson, les fans trouvaient que la chanson donnait aux matchs une atmosphère de football universitaire.
Le chant de guerre a été retiré au bout de quelques années. Les officiels des Panthers ont reçu un grand nombre de plaintes de fans à ce propos. Une version raccourcie du chant de guerre est utilisée quelques fois durant la saison 2006. Depuis la fin des années 2000, c'est la chanson "Sweet Caroline" de Neil Diamond qui est chantée par les fans après chaque victoire à domicile.

## Bilan saison par saison
| Saison | Vic. | Déf. | Nuls | Classement                                                      | Séries éliminatoires |
| ------ | ---- | ---- | ---- | --------------------------------------------------------------- | --- |
| 1995   | 7    | 9    | 0    | 4e NFC West                                                     | -- |
| 1996   | 12   | 4    | 0    | 1er NFC West                                                    | Victoire en tour de Division (Cowboys de Dallas) 26–17 Défaite en finale de conférence NFC (Packers de Green Bay) 13-30 |
| 1997   | 7    | 9    | 0    | 2e NFC West                                                     | -- |
| 1998   | 4    | 12   | 0    | 4e NFC West                                                     | -- |
| 1999   | 8    | 8    | 0    | 2e NFC West                                                     | -- |
| 2000   | 7    | 9    | 0    | 3e NFC West                                                     | -- |
| 2001   | 1    | 15   | 0    | 5e NFC West                                                     | -- |
| 2002   | 7    | 9    | 0    | 4e NFC South                                                    | -- |
| 2003   | 11   | 5    | 0    | 1er NFC South                                                   | Victoire en tour de Wild Card (Cowboys de Dallas) 29–10 Victoire en tour de Division (@ Rams de St Louis) 29–23 (2ET) Victoire en finale de conférence NFC (@ Eagles de Philadelphie) 14–3 Défaite au Super Bowl XXXVIII (Patriots de la Nouvelle-Angleterre) 29-32 |
| 2004   | 7    | 9    | 0    | 3e NFC South                                                    | -- |
| 2005   | 11   | 5    | 0    | 2e NFC South                                                    | Victoire en tour de Wild Card (@ Giants de New York) 23–0 Victoire en tour de Division (@ Bears de Chicago) 29–21 Défaite en finale de conférence NFC (@ Seahawks de Seattle) 14-34                                                                                 |
| 2006   | 8    | 8    | 0    | 2e NFC South                                                    | -- |
| 2007   | 7    | 9    | 0    | 2e NFC South                                                    | -- |
| 2008   | 12   | 4    | 0    | 1er NFC South                                                   | Défaite en tour de Division (Cardinals de l'Arizona) 13-33 |
| 2009   | 8    | 8    | 0    | 3e NFC South                                                    | -- |
| 2010   | 2    | 14   | 0    | 4e NFC South                                                    | -- |
| 2011   | 6    | 10   | 0    | 3e NFC South                                                    | -- |
| 2012   | 7    | 9    | 0    | 2e NFC South                                                    | -- |
| 2013   | 12   | 4    | 0    | 1er NFC South                                                   | Défaite en tour de Division (49ers de San Francisco) 10-23 |
| 2014   | 7    | 8    | 1    | 1er NFC South                                                   | Victoire en tour de Wild Card (Cardinals de l'Arizona) 27–16 Défaite en tour de Division (Seahawks de Seattle) 17-31 |
| 2015   | 15   | 1    | 0    | 1er NFC South                                                   | Victoire en tour de Division (Seahawks de Seattle) 31–24 Victoire en finale de conférence NFC (Cardinals de l'Arizona) 49–15 Défaite au Super Bowl 50 (Broncos de Denver) 10-24                                                                                     |
| 2016   | 6    | 10   | 0    | 4e NFC South                                                    | -- |
| 2017   | 11   | 5    | 0    | 2e NFC South                                                    | Défaite en tour de Wild Card (Saints de La Nouvelle-Orléans) 26–31 |
| 2018   | 7    | 9    | 0    | 3e NFC South                                                    | -- |
| 2019   | 5    | 11   | 0    | 4e NFC South                                                    | -- |
| 2020   | 5    | 11   | 0    | 3e NFC South                                                    | -- |
| 2021   | 5    | 12   | 0    | 4e NFC South                                                    | -- |
| 2022   | 7    | 10   | 0    | 2e NFC South                                                    | -- |
| 2023   | 2    | 15   | 0    | 4e NFC South                                                    | -- |
| 2024   | 5    | 12   | 0    | 4e NFC South                                                    | -- |
| Totaux | 219  | 264  | 1    | Saison régulière (6 titres de division, 2 titres de conférence) | Saison régulière (6 titres de division, 2 titres de conférence) |
| Totaux | 9    | 8    | -    | Séries éliminatoires                                            | Séries éliminatoires |
| Totaux | 228  | 272  | 1    | Saison régulière + séries éliminatoires (0 Super Bowl)          | Saison régulière + séries éliminatoires (0 Super Bowl) |